# Al-Marsad
Al-Marsad - El Centro Árabe para los Derechos Humanos en los Altos del Golán, es una organización independiente, derechos humanos organización en el ocupado por Israel Altos del Golán. La organización fue creada en octubre de 2003 y se basa en Majdal Shams. Fue la primera organización de derechos humanos fundada en los Altos del Golán.
La organización tiene por objeto documentar la violación de derechos humanos por Israel en la ocupación Altos del Golán y alentar la asistencia internacional en la prevención de estas violaciones.